# Moscavide
Moscavide – stacja metra w Lizbonie, na linii Vermelha. Pierwotnie otwarcie stacji miało nastąpić w 2010, jednak ostatecznie otwarcie miało miejsce 17 lipca 2012 roku.
Ta stacja znajduje się przy Rua João Pinto Ribeiro, umożliwiając dostęp do Moscavide, północnej części Parque das Nações i Clube Desportivo Olivais e Moscavide. Projekt architektoniczny jest autorstwa architekta Manuela Bastosa. Podobnie jak najnowsze stacje metra w Lizbonie, jest przystosowana do obsługi pasażerów niepełnosprawnych.